# Edwin Robert Anderson Seligman
Edwin Robert Anderson Seligman (født 25. april 1861 i New York City, død 18. juli 1939 i Lake Placid) var en amerikansk økonom og skatteteoretiker. Han tilbragte hele sin karriere på Columbia University, hvor han var professor indtil 1931. Hans forskning drejede sig hovedsagelig om offentlige finanser og beskatning. Han var en førende fortaler for progressiv indkomstbeskatning.
Han var medstifter af den amerikanske økonomsammenslutning American Economic Association og formand for foreningen 1902-03.